# Tapian Nauli (Ulu Barumun)
Tapian Nauli is een bestuurslaag in het regentschap Padang Lawas van de provincie Noord-Sumatra, Indonesië. Tapian Nauli telt 204 inwoners (volkstelling 2010).